# Alice Wood
Alice Wood (* 17. Juli 1995 in Towcester als Alice Barnes) ist eine ehemalige britische Radrennfahrerin.

## Sportliche Laufbahn
Ihre Karriere im Radsport begann Wood auf dem Mountainbike und auf der Straße. 2013 wurde sie britische Junioren-Meisterin im Cross-Country (XCO). Im selben Jahr wurde sie in das Olympic Academy Programme von British Cycling aufgenommen. 2014 startete sie für England bei den Commonwealth Games in Glasgow und wurde Fünfte im Cross-Country. 2015 belegte sie bei der britischen Straßenmeisterschaft Platz zwei hinter der zweifachen Weltmeisterin Lizzie Armitstead und wurde somit U23-Meisterin, 2016 konnte sie diesen Sieg wiederholen.
2016 erhielt Wood einen Vertrag beim Drops Cycling Team und verlegte ihren Fokus endgültig auf den Straßenradsport. Im Jahr darauf wurde sie bei den U23-Europameisterschaften Dritte im Straßenrennen und gewann eine Etappe der BeNe Ladies Tour. 2018 entschied sie eine Etappe der Thüringen-Rundfahrt für sich. Im September 2018 wurde sie als Mitglied des Teams Canyon SRAM Racing Weltmeisterin im Mannschaftszeitfahren, gemeinsam mit ihrer Schwester Hannah, Elena Cecchini, Trixi Worrack, Lisa Klein und Alena Amjaljussik. Im Jahr darauf errang sie beide britische Straßentitel. Bei der Simac Ladies Tour 2021 verpasste sie auf der letzten Etappe als Zweite nur knapp einen Sieg auf der UCI Women’s WorldTour.
Nach fünf Jahren bei Canyon//SRAM wechselte Wood zur Saison 2023 zum Team Human Powered Health, für das sie zwei Jahre an den Start ging. Bestes Ergebnis war dabei ein zweiter Platz bei Kreiz Breizh Elites Féminin 2024.
Nach der Saison 2024 beendete Wood im Alter von 29 Jahren ihre Karriere im Radsport.

## Privates
Alice Wood ist die jüngere Schwester der Rennfahrerin Hannah Barnes. 2018 fuhren die beiden Schwestern gemeinsam im Team Canyon SRAM Racing. Noch im Jahr zuvor hatte Hannah Barnes in einem Interview gesagt, sie würde ungern mit Alice im selben Team fahren: Wenn es zu Stürzen käme, würde man sich bei der eigenen Schwester noch mehr sorgen als bei einer Teamkameradin ohnehin.
Am 26. Oktober 2023 heiratete sie den britischen Radrennfahrer Oliver Wood und nahm dessen Nachnamen an.

## Erfolge

### Straße
2015
- Britische U23-Meisterin – Straßenrennen

2016
- Britische U23-Meisterin – Straßenrennen

2017
- U23-Europameisterschaft – Straßenrennen
- eine Etappe BeNe Ladies Tour

2018
- eine Etappe Thüringen-Rundfahrt
- Weltmeisterin – Mannschaftszeitfahren

2019
- Britische Meisterin – Straßenrennen, Einzelzeitfahren

2021
- eine Etappe Setmana Ciclista Valenciana

2022
- Punktewertung Bloeizone Fryslân Tour

### Mountainbike
2013
- Britische Junioren-Meisterin – Cross-Country